# Expiación sustitutiva

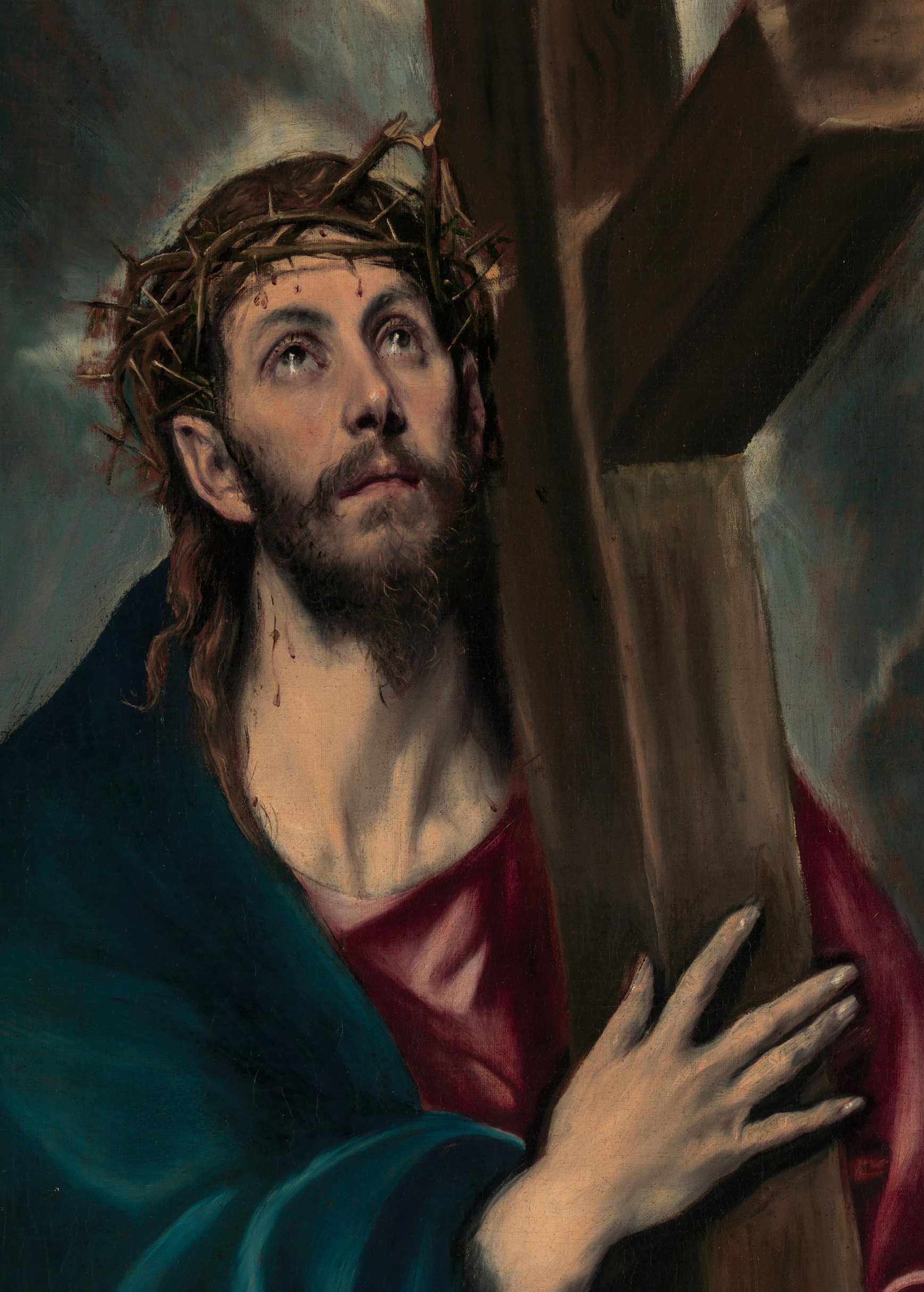
Jesús cargando la cruz, 1580 de El Greco.

La expiación sustitutiva, también llamada expiación vicaria, es un concepto central dentro de la teología cristiana occidental que afirma que Jesús murió "por nosotros",  tal y como propagan los paradigmas occidentales clásico y objetivo de la expiación en el cristianismo, que consideran a Jesús como muerto en sustitución de otros, en lugar de la muerte de ellos.
La expiación sustitutiva ha sido explicada en el "paradigma clásico" de los Primeros Padres de la Iglesia, a saber, la Teoría del rescate, así como en Gustaf Aulen está la teoría Christus Victor; y en el "paradigma objetivo", que incluye la Teoría de la satisfacción de Anselmo de Canterbury, la |Teoría de la sustitución penal del período de la Reforma, y la Teoría gubernamental de la expiación. 

## Definición
La expiación sustitutiva, también llamada expiación vicaria, es la idea de que Jesús murió "por nosotros". También hay un uso menos técnico del término "sustitución" en la discusión sobre la expiación cuando se utiliza en "el sentido de que [Jesús, a través de su muerte,] hizo por nosotros lo que nunca podremos hacer por nosotros mismos".
La palabra inglesa atonement significaba originalmente "at-one-ment", es decir, estar "en uno", en armonía, con alguien. Según el Collins English Dictionary, se utiliza para describir la redención mediante la muerte y resurrección de Jesús, para reconciliar al mundo consigo mismo, y también de el estado de una persona habiendo sido reconciliada con Dios. 
La palabra "expiación" se utiliza a menudo en el Antiguo Testamento para traducir las palabras en hebreo kipper y kippurim, que significan propiciación o expiación. La palabra aparece en la KJV en KJV y tiene el significado básico de reconciliación. En el Antiguo Testamento (Biblia hebrea o Tanaj), la expiación se llevaba a cabo mediante el sacrificio de animales específicos, como corderos, para pagar por los pecados.
Hay que distinguir entre expiación sustitutiva (Cristo sufre por nosotros), y sustitución penal (Cristo castigado en lugar de nosotros), que es un subconjunto o tipo particular de expiación sustitutiva. Cuando se lee el lenguaje de la sustitución en, por ejemplo, la literatura patrística, hay que tener cuidado de no asumir que se está utilizando un modelo de sustitución concreto, sino más bien comprobar el contexto para ver cómo estaba utilizando el lenguaje el autor.

## Orígenes

### Escrituras judías
Según Pate, las escrituras judías describen tres tipos de expiación vicaria: el Cordero Pascual, aunque el Cordero Pascual no era una ofrenda por el pecado; "el sistema de sacrificios en su conjunto", aunque éstos eran por "errores", no por pecados intencionados y con el Día de la Expiación como elemento más esencial; y la idea del siervo sufriente (Isaías 42:1-9, 49:1-6, 50:4-11, 52:13-53:12).  El Deuterocanon del Antiguo Testamento añadió una cuarta idea, a saber, el mártir justo (2 Macabeos, 4 Macabeos, Sabiduría 2-5).
Estas tradiciones de expiación sólo ofrecen un perdón temporal, y los korbanot (ofrendas) sólo podían utilizarse como medio de expiación para el tipo de pecado más leve, es decir, los pecados cometidos ignorando que se trataba de un pecado. Además, los korbanot no tienen efecto expiatorio a menos que la persona que hace la ofrenda se arrepienta sinceramente de sus acciones antes de hacer la ofrenda, y haga restitución a cualquier persona que haya sido perjudicada por la violación. Marcus Borg señala que el sacrificio de animales en el judaísmo del Segundo Templo no era un "pago por el pecado", sino que tenía un significado básico como "hacer algo sagrado dándolo como regalo a Dios", e incluía una comida compartida con Dios. Los sacrificios tenían numerosos propósitos, a saber, acción de gracias, petición, purificación y reconciliación. Ninguno de ellos era un "pago o sustitución o satisfacción", e incluso "los sacrificios de reconciliación consistían en restaurar la relación" 
La idea de que Jesús fue predicho por Isaías está atestiguada en Lucas 4:16-22, donde Jesús es retratado diciendo que las profecías de Isaías eran sobre él.. En Lucas 22:37 se refiere Isaías 53 a sí mismo, y el Evangelio de Mateo también le aplica ese capítulo (Mateo 8:16-18).
James F. McGrath se refiere a 6, "que presenta a un mártir rezando "Ten piedad de tu pueblo, y que nuestro castigo les baste. Haz de mi sangre su purificación, y toma mi vida a cambio de la suya" (4 Macabeos 6:28-29). Es evidente que había ideas que existían en el judaísmo de la época que ayudaron a dar sentido a la muerte de los justos en términos de expiación."

### Pablo de Tarso
1 Corintios 15:3-8 contiene el kerygma de los primeros cristianos:

[3] Porque yo os transmití como de primera importancia lo que a mi vez había recibido: que Cristo murió por nuestros pecados conforme a las Escrituras,[4] y que fue sepultado, y que fue resucitado al tercer día conforme a las Escrituras, [5] y que se apareció a Cefas, luego a los doce. [6] Luego se apareció a más de quinientos hermanos y hermanas a la vez, la mayoría de los cuales aún viven, aunque algunos han muerto. [7] Luego se apareció a Santiago, después a todos los apóstoles. [8] Por último, como a un intempestivo, se me apareció también a mí.

El significado de este kerigma es objeto de debate y está abierto a múltiples interpretaciones. Tradicionalmente, este kerigma se interpreta en el sentido de que la muerte de Jesús fue una expiación o rescate, o propiciación o expiación, de la ira de Dios contra la humanidad a causa de sus pecados. Con la muerte de Jesús, la humanidad fue liberada de esta ira.. En el entendimiento protestante clásico los seres humanos participan de esta salvación por la fe en Jesucristo; esta fe es una gracia dada por Dios, y las personas son justificadas por Dios a través de Jesucristo y la fe en Él.
Estudiosos más recientes han planteado varios problemas en relación con estas interpretaciones. La interpretación tradicional considera que la comprensión paulina de la salvación implica "una exposición de la relación del individuo con Dios". Según Krister Stendahl, la principal preocupación de los escritos de Pablo sobre el papel de Jesús, y la salvación por la fe, no es la conciencia individual de los pecadores humanos, y sus dudas acerca de ser elegidos por Dios o no, sino el problema de la inclusión de los gentiles (griegos) observadores de la Torá en la alianza de Dios.  Pablo recurre a varios marcos interpretativos para resolver este problema, pero lo más importante es su propia experiencia y comprensión.
El kerygma de 1:Cor.15:3-5 hace referencia a dos mitologías: el mito griego de los muertos nobles, con el que se relaciona la noción macabea del martirio y de morir por el propio pueblo; y el mito judío del sabio perseguido o justo hombre, en particular la "historia del niño de sabiduría"." La noción de 'morir por' se refiere a este martirio y persecución. Morir por nuestros pecados' se refiere al problema de los gentiles observantes de la Torá, que, a pesar de su fidelidad, no pueden cumplir plenamente los mandamientos, incluida la circuncisión, y por tanto son 'pecadores', excluidos de la alianza de Dios.  En la ekklēsia de Jerusalén, de la que Pablo recibió este credo, la frase "murió por nuestros pecados" era probablemente una justificación apologética de la muerte de Jesús como parte del plan y propósito de Dios, como se evidencia en las Escrituras. Para Pablo, adquirió un significado más profundo, proporcionando "una base para la salvación de los gentiles pecadores aparte de la Torá". La muerte y resurrección de Jesús resolvió este problema de la exclusión de los gentiles del pacto de Dios, como se indica en Rom 3:21-26.

## Teorías de la expiación sustitutiva

### Teorías de la expiación
En los escritos del Nuevo Testamento se han utilizado varias metáforas y términos y referencias del Antiguo Testamento para entender a la persona y muerte de Jesús. Desde el siglo II de nuestra era, se han postulado diversas teorías de la expiación para explicar la muerte de Jesús y las metáforas aplicadas por el Nuevo Testamento para entender su muerte. A lo largo de los siglos, los cristianos han tenido diferentes ideas sobre cómo Jesús salvó a la gente, y todavía existen diferentes puntos de vista dentro de las diferentes denominaciones cristianas.
Según C. Marvin Pate, "existen tres aspectos de la expiación de Cristo según la Iglesia primitiva: expiación vicaria [expiación sustitutiva], la derrota escatológica de Satanás [Cristo vencedor], y la imitación de Cristo [participación en la muerte y resurrección de Jesús]". Pate señala además que estos tres aspectos estaban entrelazados en los primeros escritos cristianos, pero que este entrelazamiento se perdió desde la época patrística. Debido a la influencia de la obra de Gustaf Aulèn (1879-1978) Christus Victor, las diversas teorías o paradigmas de la expiación que se desarrollaron después de los escritos neotestamentarios suelen agruparse como "paradigma clásico", "paradigma objetivo" y "paradigma subjetivo": {refn|group=note|Karl Barth señala una serie de temas alternativos: forense (somos culpables de un crimen, y Cristo asume el castigo), financiero (estamos en deuda con Dios, y Cristo paga nuestra deuda) y cúltico (Cristo hace un sacrificio en nuestro nombre). Por diversas razones culturales, los temas más antiguos (honor y sacrificio) resultan más profundos que los más modernos (pago de una deuda, castigo por un crimen). Pero en todas estas alternativas, la comprensión de la expiación tiene la misma estructura. Los seres humanos debemos algo a Dios que no podemos pagar. Cristo lo paga en nuestro nombre. Así, Dios sigue siendo perfectamente justo (insistiendo en una pena) y perfectamente amoroso (pagando él mismo la pena). Muchos cristianos definirían esta visión sustitutiva de la expiación simplemente como parte de lo que creen los cristianos ortodoxos.
La expiación sustitutiva ha sido explicada en el "paradigma clásico" de los primeros Padres de la Iglesia, a saber, la Teoría del rescate, así como en la reformulación desmitificada de Gustaf Aulen, la teoría Christus Victor; y en el "paradigma objetivo", que incluye la Teoría de la satisfacción de la expiación de Anselmo de Canterbury, la teoría de la sustitución penal del período reformado, y la teoría gubernamental de la expiación.

### Paradigma clásico
Según Yeo, la 

teoría del rescate [...] considera la salvación basada en la expiación vicaria de Jesús (Isa. 53:10, "una ofrenda por el pecado"; Rom. 3:22-25; Heb. 10:12; Marcos 10:45) y así entiende a Jesús como el Vencedor [...] sobre enemigos como el caos, la oscuridad, el Diablo, o el pecado y la muerte.

Pate diferencia el tema de "Cristo vencedor" del tema de la "expiación vicaria", ambos presentes en el cristianismo primitivo.
La teoría del rescate presenta a Jesús muriendo para vencer los poderes (sobrenaturales) del pecado y del mal. En este modelo, el Diablo tiene la propiedad sobre la humanidad (porque han pecado) por lo que Jesús muere en su lugar para liberarlos. La doctrina es que Jesús se dio a sí mismo como sacrificio de rescate en nombre del pueblo.  Esta es conocida como la más antigua de las teorías de la expiación,{{refn|group=note|Teoría más antigua:
- Gustaf Aulen, Christus Victor (1931) (Londres: SPCK), p.143: "La historia de la doctrina de la Expiación es una historia de tres tipos de visión, que surgen sucesivamente. La idea clásica surge con el cristianismo mismo, y sigue siendo el tipo dominante de enseñanza durante mil años.
- Vincent Taylor, The Cross of Christ (Londres: Macmillan & Co, 1956), p. 71-2: '...los cuatro tipos principales, que han persistido a lo largo de los siglos. La teoría más antigua es la Teoría del Rescate... Ha prevalecido durante mil años y, en cierta forma, sigue siendo, junto con la doctrina de la Teosis, la principal teoría de la expiación de la Iglesia Ortodoxa Oriental.

Muchos de los Padres de la Iglesia, entre ellos Justino Mártir, Atanasio y Augustino incorporan la teoría del rescate de la expiación en sus escritos. La interpretación concreta de lo que significaba este sufrimiento por los pecadores difería en cierta medida. Se sostiene ampliamente que los primeros Padres de la Iglesia, incluyendo a Atanasio y Agustín, enseñaron que a través del sufrimiento vicario de Cristo en lugar de la humanidad, venció y liberó a la humanidad del pecado, de la muerte y del Diablo.
Gustaf Aulén reinterpretó la teoría del rescate en su estudio Christus Victor (1931), llamándola doctrina del Christus Victor, argumentando que la muerte de Cristo no fue un pago al Diablo (Satanás), sino que derrotó a los poderes del mal, en particular a Satanás, que habían tenido a la humanidad bajo su dominio.  Según Pugh, "Desde la época [de Aulén], llamamos a estas ideas patrísticas la forma Christus Victor de ver la cruz."

### Paradigma objetivo
Aunque la idea de la expiación sustitutiva está presente en casi todas las teorías de la expiación, algunos sostienen que las ideas específicas de satisfacción y sustitución penal son desarrollos posteriores en la iglesia católica y en el calvinismo, respectivamente. Tanto la teoría de la satisfacción de Anselmo como la teoría de la satisfacción penal sostienen que los seres humanos no pueden pagar legítimamente la deuda (al honor de Dios [Anselmo], o a la justicia de Dios [sustitución penal]) contraída por su desobediencia voluntaria a Dios. Puesto que sólo Dios puede hacer la satisfacción necesaria para pagarla, en lugar de limitarse a perdonar a la humanidad, Dios envió al Dios-hombre, Jesucristo, para cumplir ambas condiciones. Cristo es un sacrificio de Dios en nombre de la humanidad, tomando la deuda de la humanidad por el pecado sobre sí mismo, y propiciando la ira de Dios. La teoría de la sustitución penal ha sido rechazada por los cristianos liberales como no bíblica, y una ofensa al amor de Dios. Según Richard Rohr, "[e]stas teorías se basan en la justicia retributiva y no en la justicia reparadora que enseñaron los profetas y Jesús."
La Teoría gubernamental, introducida por Hugo Grocio (siglo XVII), afirma que Cristo sufrió por la humanidad para que Dios pudiera perdonar a los humanos sin castigarlos, manteniendo la justicia divina. La muerte de Jesús demostró el odio de Dios hacia el pecado, y así se mantiene la ley de Dios (su regla, su gobierno) (la gente ve que el pecado es grave y llevará a la muerte), y Dios perdona a las personas que reconocen esto y responden mediante el arrepentimiento. La teoría gubernamental rechaza la noción de sustitución penal, " pero sigue siendo sustitutivo en sí mismo en que Cristo, en sus sufrimientos ejemplares, sustituyó a los creyentes y el castigo que de otro modo recibirían.

## Webs
1. ↑  Gandi, Herald (2018). «El Seminario de Maestría | Formar para el ministerio. Vidas dependen de ello.». The Master's Seminary (en inglés estadounidense). Consultado el 20 de mayo de 2023.
2. 1 2  Enciclopedia Judía, PECADO
3. ↑  Enciclopedia Judía (1906), ATONEMENT
4. ↑  Borg, Marcus (29 de octubre de 2013). «El verdadero significado de la cruz». Marcus Borg (en inglés). Consultado el 20 de mayo de 2023.
5. 1 2  McGrath, Religion Prof: The Blog of James F. (14 de diciembre de 2007). «¿Qué hay de malo en la sustitución penal?». Prof. de Religión: El Blog de James F. McGrath (en inglés). Consultado el 20 de mayo de 2023.
6. ↑  David G. Peterson (2009), La expiación en los escritos de Pablo Archivado el 21 de marzo de 2019 en Wayback Machine.
7. ↑  John B. Cobb, ¿Enseñó Pablo la doctrina de la expiación?
8. 1 2  «Dirección: ¡La nueva perspectiva de Pablo en revisión». directionjournal.org. Primavera 2015. Vol. 44 No. 1, pp. 4-15. Consultado el 20 de mayo de 2023.
9. 1 2  Matt Stefon, Hans J. Hillerbrand, com/topic/Christology Cristología, Enciclopedia Británica
10. ↑  Borg, Marcus (25 de octubre de 2013). patheos.com/blogs/marcusborg/2013/10/christianity-divided-by-the-cross/ «El cristianismo dividido por la cruz». Marcus Borg. Consultado el 20 de mayo de 2023.
11. 1 2 3 4  Grider, J. Kenneth (1994). «La teoría gubernamental: Una expansión». Una teología wesleyana de la santidad. Kansas City, Missouri: Beacon Hill Press of Kansas City.
12. ↑  OFM, Fr Richard Rohr (29 de julio de 2017). «La salvación como en-una-misión: Resumen Semanal». Centro para la Acción y la Contemplación. Consultado el 20 de mayo de 2023.
13. ↑  OFM, Fr Richard Rohr (21 de enero de 2018). «At-One-Ment, Not Atonement». Centro para la Acción y la Contemplación (en inglés estadounidense). Consultado el 20 de mayo de 2023.
14. 1 2  Dean Harvey, com/writings/atonement/Atonement_Dean_Harvey.pdf The Atonement